# Canton de Carentan-les-Marais
Le canton de Carentan-les-Marais, précédemment appelé canton de Carentan, est une circonscription électorale française, située dans le département de la Manche et la région Normandie.
À la suite du redécoupage cantonal de 2014, les limites territoriales du canton sont remaniées. Le nombre de communes du canton passe de 14 à 43.

## Histoire
De 1833 à 1848, les cantons de Carentan et de Saint-Jean-de-Daye avaient le même conseiller général. Le nombre de conseillers généraux était limité à trente par département.
Par décret du 25 février 2014, le nombre de cantons du département est divisé par deux, avec mise en application aux élections départementales de mars 2015. Le canton de Carentan est conservé et s'agrandit. Il passe de 14 à 43 communes.
À la suite du décret du 5 mars 2020, le canton prend le nom de son bureau centralisateur, Carentan-les-Marais.

## Représentation

### Conseillers d'arrondissement (de 1833 à 1940)
| Période                                  | Période      | Identité                         | Étiquette | Qualité |
| ---------------------------------------- | ------------ | -------------------------------- | --------- | --- |
| 1833                                     | 1848         | Hégésippe Pierre Léonard Delarue |           | Cultivateur, maire d'Auvers                                                                                 |
|                                          |              |                                  |           | |
| 1871                                     |              | M. Le Sage                       |           | Propriétaire à Sainteny                                                                                     |
|                                          |              |                                  |           | |
| 1919                                     | 1925         | Alfred Hue                       | RG        | Ancien entrepositaire à Carentan                                                                            |
| 1925                                     | 1930 (décès) | Armand Lepourry                  |           | Agriculteur à Sainteny                                                                                      |
|                                          | 1931         | Jean Aubraye                     |           | Ancien instituteur public, maire de Sainteny                                                                |
| 1931                                     | 1940         | Jean Perrier                     | RG-PSF    | Docteur-vétérinaire                                                                                         |
| 1940                                     |              |                                  |           | Les conseils d'arrondissement ont été suspendus par la loi du 12 octobre 1940 et n'ont jamais été réactivés |
| Les données manquantes sont à compléter. |              |                                  |           | |

### Conseillers généraux de 1833 à 2015
| Période | Période      | Identité                             | Étiquette              | Qualité                                                        |
| ------- | ------------ | ------------------------------------ | ---------------------- | -------------------------------------------------------------- |
| 1833    | 1845         | Paul Énouf                           | Majorité ministérielle | Propriétaire, député (1827-1842)                               |
| 1845    | 1848         | Léon Lemarinel                       |                        | Pharmacien, maire de Carentan (1840-1848)                      |
| 1848    | 1870         | Charles Bottin-Ladelle               |                        | Avocat, juge de paix à Carentan                                |
| 1870    | 1886         | Amédée Gouville                      | Républicain            | Propriétaire, maire de Carentan (1862-1888)                    |
| 1886    | 1899 (décès) | Gustave Gouville (fils du précédent) | Droite                 | Propriétaire                                                   |
| 1899    | 1904         | Théodore Lepelletier                 | Républicain            | Industriel (briqueterie) à Carentan                            |
| 1904    | 1922         | Armand Artu                          | Conservateur           | Médecin, maire de Carentan (1899-1920)                         |
| 1922    | 1928         | Frédéric Raux                        |                        | Vétérinaire, maire de Carentan (1925-1926)                     |
| 1928    | 1940         | Eugène Artu (fils d'Armand Artu)     | URD                    | Greffier en chef de la cour d'appel de Caen                    |
|         |              |                                      |                        |                                                                |
| 1945    | 1949         | Léon Lebrun                          |                        | Médecin                                                        |
| 1949    | 1967         | Georges Alphonse                     | Gaulliste (RPF)        | Maire de Carentan (1947-1967)                                  |
| 1967    | 1973         | Léon Gilles                          | CD                     | Commerçant, maire de Carentan (1968-1970)                      |
| 1973    | 1979         | André Gillot                         | UDF                    | Maire de Carentan (1970-1978), conseiller régional (1974-1977) |
| 1979    | 1985         | Michel Duval                         | PS                     | Enseignant à Carentan                                          |
| 1985    | 1998         | André Lemaître                       | UDF                    | Notaire, adjoint au maire de Carentan                          |
| 1998    | 2004         | Jean-François Landry                 | DVD                    | Expert-comptable, maire de Carentan                            |
| 2004    | 2015         | Hervé Houel                          | PS                     | Cadre de santé, conseiller municipal de Carentan               |

Le canton participe à l'élection du député de la première circonscription de la Manche, avant et après le redécoupage des circonscriptions pour 2012.

### Représentation à partir de 2015
| Période élective | Période élective | Mandat | Mandat   | Identité       | Nuance | Nuance | Qualité |
| ---------------- | ---------------- | ------ | -------- | -------------- | ------ | ------ | --- |
| 2015             | 2021             | 2015   | 2021     | Maryse Le Goff |        | DIV    | Agent de laboratoire, adjointe au maire de Carentan |
| 2015             | 2021             | 2015   | 2021     | Marc Lefèvre   |        | DVD    | Vétérinaire, ancien maire de Sainte-Mère-Église, ancien conseiller général du canton de Sainte-Mère-Église (1998-2015), président du conseil départemental |
| 2021             | 2028             | 2021   | en cours | Maryse Le Goff |        | DVD    | Conseillère sortante |
| 2021             | 2028             | 2021   | en cours | Hervé Marie    |        | DVD    | Agriculteur, maire délégué de Houtteville |

### Résultats détaillés

#### Élections de mars 2015
À l'issue du 1er tour des élections départementales de 2015, trois binômes sont en ballottage : Maryse Le Goff et Marc Lefèvre (DVD, 36,56 %), Isabelle Lelievre et Franck Simon (FN, 28,81 %) et Elisabeth Aubert et Hervé Houel (PS, 26,95 %). Le taux de participation est de 51,93 % (8 277 votants sur 15 939 inscrits) contre 50,67 % au niveau départemental et 50,17 % au niveau national.
Au second tour, Maryse Le Goff et Marc Lefèvre (DVD) sont élus avec 42,34 % des suffrages exprimés et un taux de participation de 53,2 % (3 467 voix pour 8 480 votants et 15 939 inscrits).

#### Élections de juin 2021
Le premier tour des élections départementales de 2021 est marqué par un très faible taux de participation (33,26 % au niveau national). Dans le canton de Carentan-les-Marais, ce taux de participation est de 32,69 % (5 236 votants sur 16 017 inscrits) contre 32,67 % au niveau départemental. À l'issue de ce premier tour, deux binômes sont en ballottage : Maryse Le Goff et Hervé Marie (DVD, 48,14 %) et Amélie David et Yohann Letouze (DVG, 28,43 %).
Le second tour des élections est marqué une nouvelle fois par une abstention massive équivalente au premier tour. Les taux de participation sont de 34,36 % au niveau national, 32,63 % dans le département et 32,2 % dans le canton de Carentan-les-Marais. Maryse Le Goff et Hervé Marie (DVD) sont élus avec 61,54 % des suffrages exprimés (2 918 voix pour 5 158 votants et 16 018 inscrits),,. 

## Composition

### Composition avant 2015

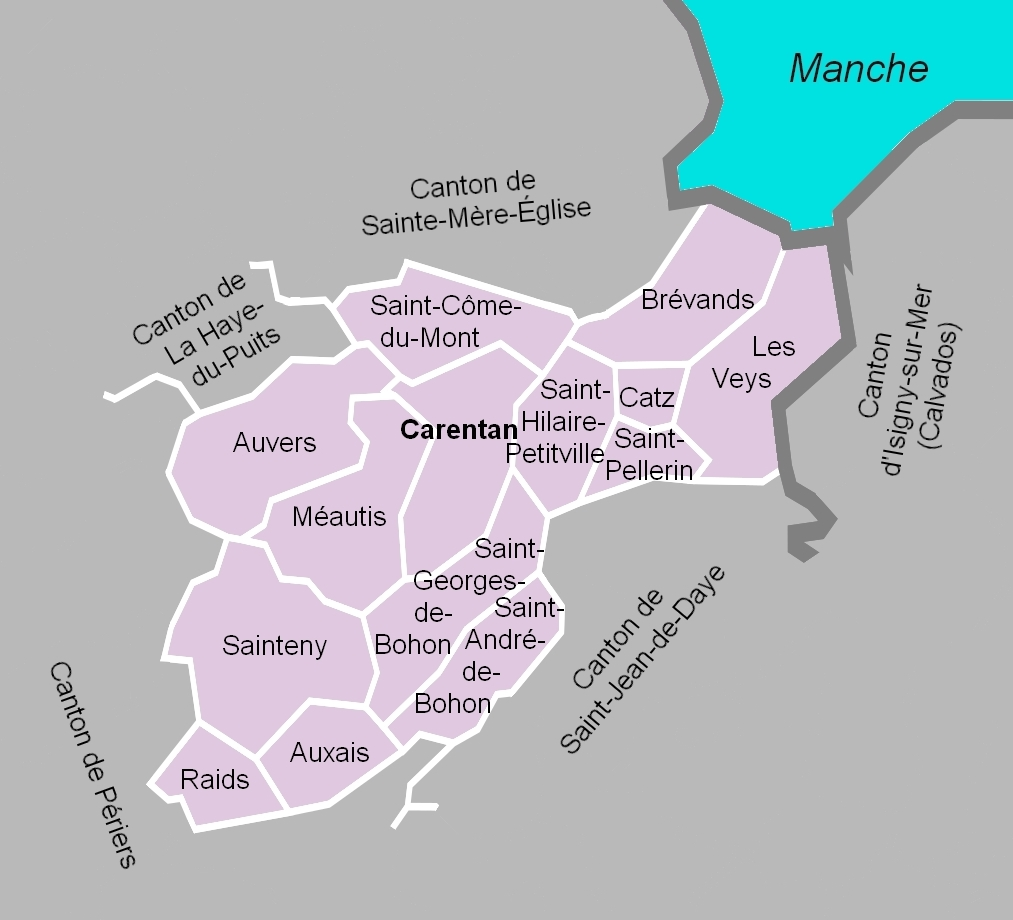
La carte des communes du canton, littoral de la Manche. Les cantons limitrophes étaient ceux de La Haye-du-Puits, de Sainte-Mère-Église, d'Isigny-sur-Mer, de Saint-Jean-de-Daye et de Périers.

Situation de l'ancien territoire du canton dans l'arrondissement de Saint-Lô.

Le canton de Carentan regroupait quatorze communes.
| Nom                      | Code Insee | Codepostal | Superficie (km2) | Population (dernière pop. légale) | Densité (hab./km2) |
| ------------------------ | ---------- | ---------- | ---------------- | --------------------------------- | ------------------ |
| Carentan (chef-lieu)     | 50099      | 50500      | 15,66            | 6 056 (2009)                      | 387                |
| Auvers                   | 50023      | 50500      | 18,76            | 668 (2012)                        | 36                 |
| Auxais                   | 50024      | 50500      | 7,76             | 176 (2012)                        | 23                 |
| Brévands                 | 50080      | 50500      | 13,87            | 362 (2009)                        | 26                 |
| Catz                     | 50107      | 50500      | 2,78             | 121 (2009)                        | 44                 |
| Méautis                  | 50298      | 50500      | 16,98            | 656 (2012)                        | 39                 |
| Raids                    | 50422      | 50500      | 6,80             | 183 (2012)                        | 27                 |
| Saint-André-de-Bohon     | 50445      | 50500      | 10,43            | 319 (2012)                        | 31                 |
| Saint-Côme-du-Mont       | 50458      | 50500      | 12,91            | 522 (2009)                        | 40                 |
| Saint-Georges-de-Bohon   | 50470      | 50500      | 13,96            | 403 (2009)                        | 29                 |
| Saint-Hilaire-Petitville | 50485      | 50500      | 9,99             | 1 396 (2009)                      | 140                |
| Saint-Pellerin           | 50534      | 50500      | 4,37             | 357 (2008)                        | 82                 |
| Sainteny                 | 50564      | 50500      | 21,63            | 793 (2009)                        | 37                 |
| Les Veys                 | 50631      | 50500      | 14,88            | 413 (2009)                        | 28                 |

À la suite du redécoupage des cantons pour 2015, toutes les communes à l'exception d'Auxais et Raids sont rattachées à nouveau au canton de Carentan auquel s'ajoutent les vingt-six communes du canton de Sainte-Mère-Église, quatre communes du canton de La Haye-du-Puits et une du canton de Périers. Les communes d'Auxais et Raids sont intégrées au canton d'Agon-Coutainville.

#### Ancienne commune
La commune d'Auville-sur-le-Vey, absorbée en 1837 par Beuzeville-sur-le-Vey, était la seule commune supprimée, depuis la création des communes sous la Révolution, incluse dans le territoire du canton de Carentan antérieur à 2015. La commune prend alors le nom de Les Veys.
La commune de Catz avait été réunie à celle de Saint-Pellerin en 1837, la commune prenant alors le nom de Saint-Pellerin-de-Catz. Catz reprit son indépendance en 1841.

### Composition après 2015
Lors du redécoupage de 2014, le canton de Carentan comprenait quarante-trois communes entières.
À la suite de la création des communes nouvelles de Carentan-les-Marais, Picauville, Sainte-Mère-Église et Terre-et-Marais, ainsi qu'au décret du 5 mars 2020 rattachant entièrement la commune nouvelle de Picauville au canton de Carentan-les-Marais, le canton comprend désormais vingt communes entières et une fraction.
| Nom                                         | Code Insee | Intercommunalité          | Superficie (km2) | Population (dernière pop. légale)               | Densité (hab./km2) | Modifier                                    |
| ------------------------------------------- | ---------- | ------------------------- | ---------------- | ----------------------------------------------- | ------------------ | ------------------------------------------- |
| Carentan-les-Marais (bureau centralisateur) | 50099      | CC de la Baie du Cotentin | 133,29           | Fraction : 9 613 (2022) Commune : 10 220 (2022) | 77                 | modifier les données · modifier les données |
| Appeville                                   | 50016      | CC de la Baie du Cotentin | 13,20            | 193 (2022)                                      | 15                 | modifier les données · modifier les données |
| Audouville-la-Hubert                        | 50021      | CC de la Baie du Cotentin | 6,40             | 76 (2022)                                       | 12                 | modifier les données · modifier les données |
| Auvers                                      | 50023      | CC de la Baie du Cotentin | 18,76            | 689 (2022)                                      | 37                 | modifier les données · modifier les données |
| Baupte                                      | 50036      | CC de la Baie du Cotentin | 2,29             | 428 (2022)                                      | 187                | modifier les données · modifier les données |
| Beuzeville-la-Bastille                      | 50052      | CC de la Baie du Cotentin | 4,34             | 147 (2022)                                      | 34                 | modifier les données · modifier les données |
| Blosville                                   | 50059      | CC de la Baie du Cotentin | 4,22             | 322 (2022)                                      | 76                 | modifier les données · modifier les données |
| Boutteville                                 | 50070      | CC de la Baie du Cotentin | 1,82             | 59 (2022)                                       | 32                 | modifier les données · modifier les données |
| Hiesville                                   | 50246      | CC de la Baie du Cotentin | 4,03             | 72 (2022)                                       | 18                 | modifier les données · modifier les données |
| Liesville-sur-Douve                         | 50269      | CC de la Baie du Cotentin | 5,24             | 214 (2022)                                      | 41                 | modifier les données · modifier les données |
| Méautis                                     | 50298      | CC de la Baie du Cotentin | 16,98            | 648 (2022)                                      | 38                 | modifier les données · modifier les données |
| Neuville-au-Plain                           | 50373      | CC de la Baie du Cotentin | 4,70             | 84 (2022)                                       | 18                 | modifier les données · modifier les données |
| Picauville                                  | 50400      | CC de la Baie du Cotentin | 64,89            | 3 222 (2022)                                    | 50                 | modifier les données · modifier les données |
| Saint-André-de-Bohon                        | 50445      | CC de la Baie du Cotentin | 10,43            | 369 (2022)                                      | 35                 | modifier les données · modifier les données |
| Saint-Germain-de-Varreville                 | 50479      | CC de la Baie du Cotentin | 5,81             | 109 (2022)                                      | 19                 | modifier les données · modifier les données |
| Saint-Martin-de-Varreville                  | 50517      | CC de la Baie du Cotentin | 8,36             | 170 (2022)                                      | 20                 | modifier les données · modifier les données |
| Sainte-Marie-du-Mont                        | 50509      | CC de la Baie du Cotentin | 26,98            | 694 (2022)                                      | 26                 | modifier les données · modifier les données |
| Sainte-Mère-Église                          | 50523      | CC de la Baie du Cotentin | 52,27            | 2 910 (2022)                                    | 56                 | modifier les données · modifier les données |
| Sébeville                                   | 50571      | CC de la Baie du Cotentin | 2,88             | 34 (2022)                                       | 12                 | modifier les données · modifier les données |
| Terre-et-Marais                             | 50564      | CC de la Baie du Cotentin | 35,59            | 1 288 (2022)                                    | 36                 | modifier les données · modifier les données |
| Turqueville                                 | 50609      | CC de la Baie du Cotentin | 5,21             | 127 (2022)                                      | 24                 | modifier les données · modifier les données |
| Canton de Carentan-les-Marais               | 5005       |                           |                  | 21 468 (2022)                                   |                    | modifier les données                        |

## Démographie

### Démographie avant 2015
| 1962   | 1968   | 1975   | 1982   | 1990   | 1999   | 2006   | 2011   | 2012   |
| ------ | ------ | ------ | ------ | ------ | ------ | ------ | ------ | ------ |
| 10 838 | 10 963 | 11 242 | 11 808 | 11 886 | 12 346 | 12 399 | 12 418 | 12 353 |

### Démographie depuis 2015
En 2022, le canton comptait 21 468 habitants, en évolution de +0,52 % par rapport à 2016 (Manche : −0,31 %, France hors Mayotte : +2,11 %).
| 2013   | 2018   | 2022   |
| ------ | ------ | ------ |
| 21 562 | 21 221 | 21 468 |